# Меданос

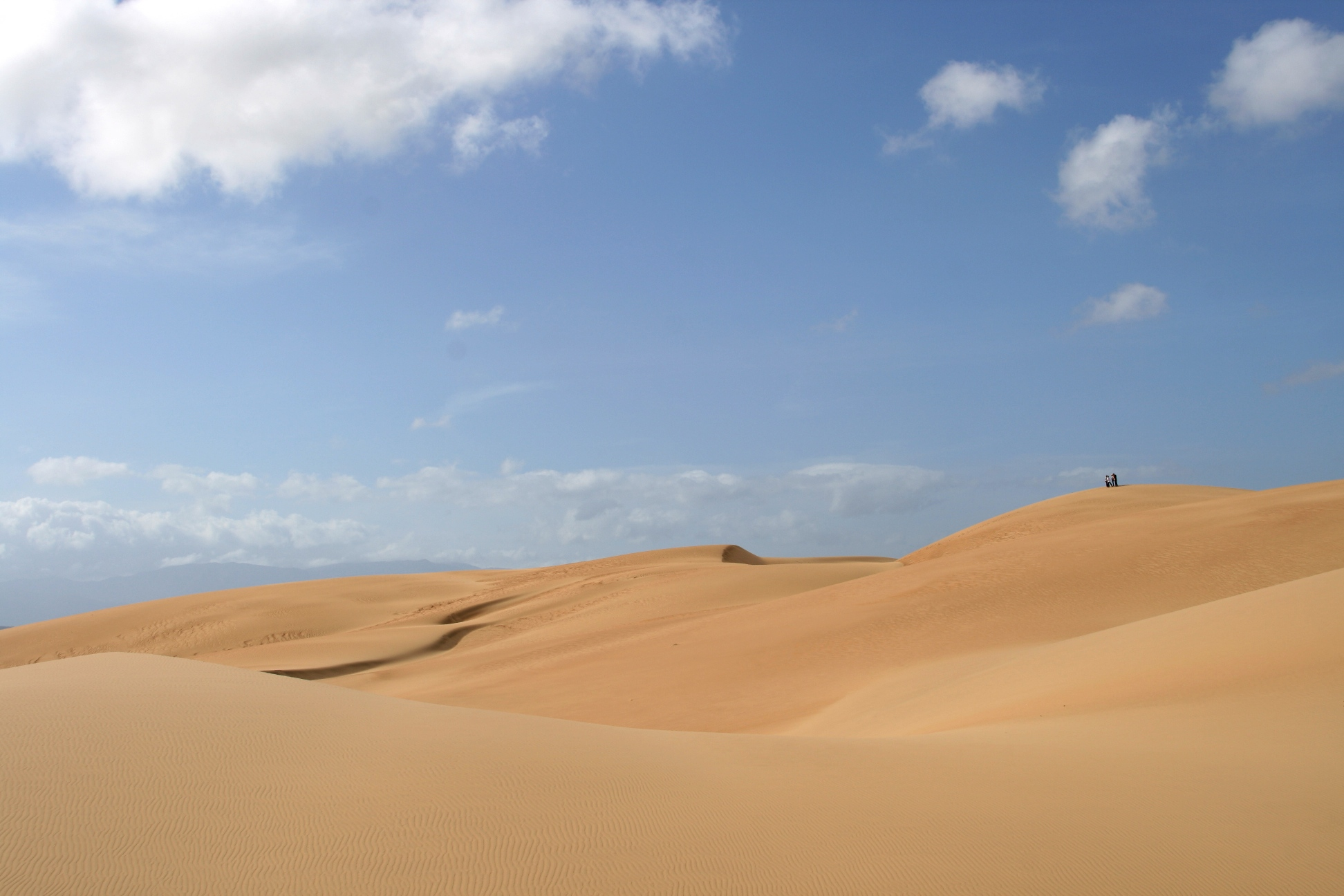
Дюни пустелі Меданос

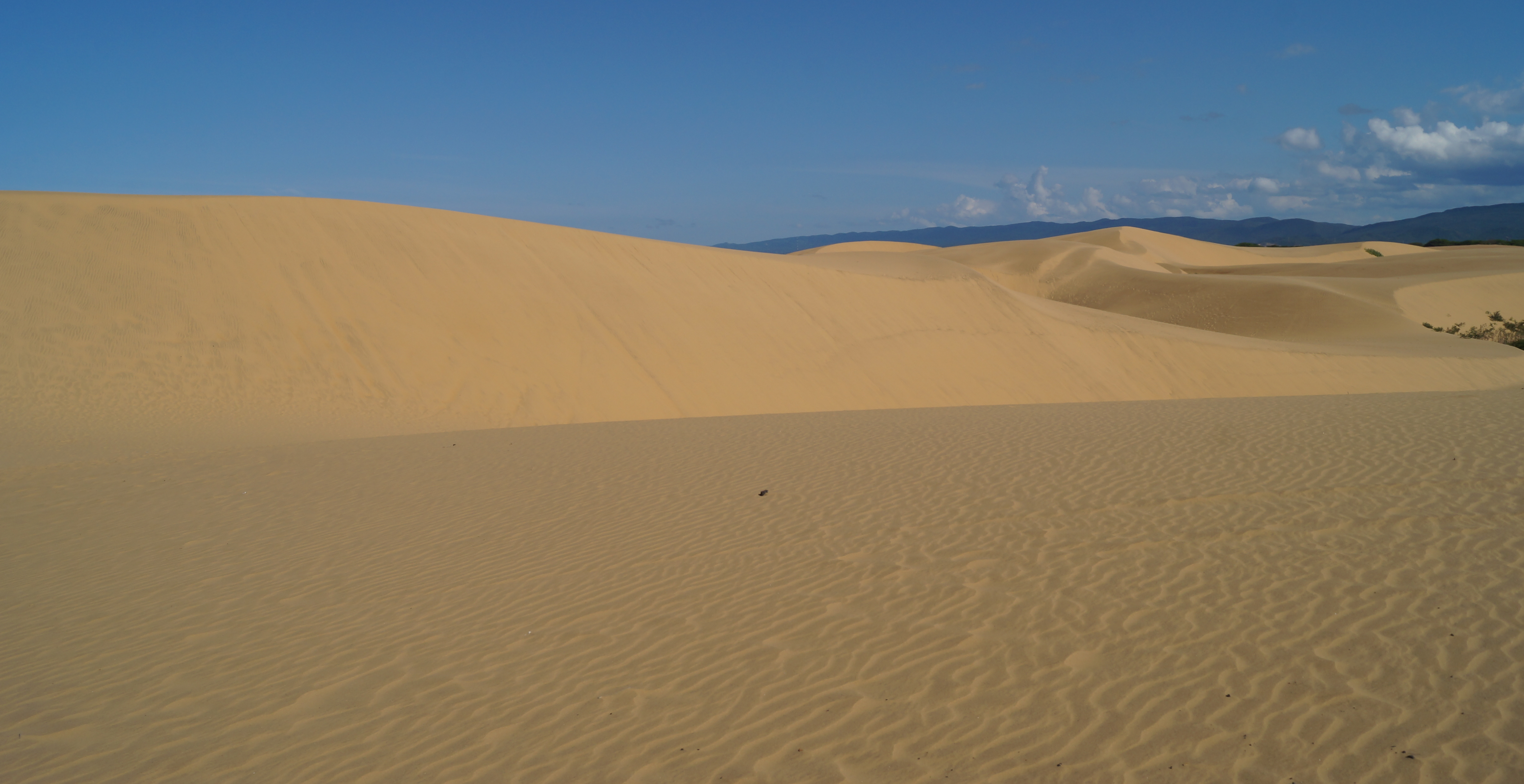
Пустеля Меданос

Ме́данос (ісп. Los Médanos de Coro) — пустеля на північному заході Венесуели в штаті Фалькон.
В 1974 році була проголошена національним парком.

## Опис
Пустеля займає площу в 91 280 га, з яких 42 160 суша та 49 120 га — поверхня моря. Пустеля включає також прибережні райони і солончаки. Великі дюни («Médanos») можуть сягати до 40 метрів у висоту. М'які та сухі піски в цьому парку — результат вітрової ерозії гірських порід з плином часу. Піщинки є дуже маленькими і під постійною дією вітру накопичується, створюючи дюни, які постійно змінюють форму та знаходяться в постійному русі.
Через вітер, який дме зі сходу на захід, дюни рухаються в цьому напрямку дуже швидко. Не випадково в мові Аравак, якою розмовляють вихідці з цієї області, слово Coro означає вітер.

## Клімат
Клімат пустелі є один з найсухіших у Венесуелі. Середня температура є практично однакова протягом цілого року, і становить від 27 °C да 30 °C. Максимальна зафіксована температура становила 47 °C в тіні, мінімальна — 16 °C.
Опади нечасті: від 250 до 500 мм в рік.

## Флора та фауна
Як і в інших пустельних регіонах, рослинність в пустелі Меданос є нечисельна, складає не більше 60 видів, в основному кактуси. По мулистих берегах є мангрові зарості. Також є бобові, а також невеликі дерева, як-от діві-діві та оливи.
Фауна є бідна; можна відзначити плазунів, як-то ящірок, ігуан, і комахоїдних — кажанів та мурахоїдів (Tamandua tetradactyla). Є велика кількість дрібних ссавців — лисиця, флоридський кролик (Sylvilagus floridanus).
Серед птахів — кардинал (Cardinalis phoenicea), сокіл, куріпка, голуб, сойка, пелікан (Pelecanus occidentalis), чапля, а також стерв'ятник.

## Археологія
В 70-х роках в пустелі, багатій на пам'ятки доколумбових цивілізацій, були проведені ретельні археологічні дослідження. Під час цих досліджень були знайдені численні вироби з кераміки, декілька ваз, декорованих тканинами, а також взуття.